# Элмхирст, Том
Том Элмхирст (англ. Tom Elmhirst) — британский музыкальный продюсер и звукоинженер. Лауреат и номинант нескольких музыкальных премий, включая 8 наград Грэмми (в том числе, три Грэмми в категории лучшая запись года в 2008, 2012, и 2017 и три Грэмми в категории лучший альбом года в 2012, 2015, и 2017).
Элмхирст продюсировал или был звукорежиссёром таких музыкантов как Адель (её песни Rolling in the Deep и Hello и альбомы 19, 21 и 25), Дэвид Боуи (альбом Blackstar), Эми Уайнхаус (альбом Back to Black), Arcade Fire, Бек, Лили Аллен, The Black Keys, Си Ло Грин, Элли Голдинг, Florence & The Machine, Эмели Санде, Марк Ронсон, Майкл Бубле, The Kills, Паоло Нутини, Джеймс Моррисон и другие.

## Биография
Родился 8 июня 1971 года. Он начинал свою карьеру на студии Sarm Studios (Лондон) в начале 1990-х годов, работая звукоинженером с такими продюсерами как Тревор Хорн и Стив Фитцморис. В начале 2000-х годов начал самостоятельную работу микшером и звукоинженером, работая в Лондоне в студиях Pierce Rooms и Metropolis Studios. В 2012 году переехал в Нью-Йорк, где работал на студии Electric Lady Studios.

## Награды и номинации
- 2008 Grammy Winner:  Лучшая запись года — Rehab (Эми Уайнхаус)
- 2008 Grammy Winner: Лучший вокальный поп-альбом — Back to Black (Эми Уайнхаус)
- 2009 Grammy Nominee: Лучшая запись года — Chasing Pavements (Адель)
- 2012 Grammy Winner: Лучшая запись года — Rolling in the Deep (Адель)
- 2012 Grammy Winner: Лучший альбом года — 21 (Адель)
- 2012 Music Producers Guild Awards — Лучший звукоинженер года (Mix Engineer of the Year)
- 2015 Grammy Winner: Лучший альбом года — Morning Phase (Beck)
- 2017 Grammy Winner: Лучшая запись года — Hello (Адель)
- 2017 Grammy Winner: Лучший альбом года — 25 (Адель)
- 2017 Grammy Winner: Best Engineered Album — Blackstar (Дэвид Боуи)